# Asesinato de Paige Birgfeld
Paige Birgfeld (Atlanta, Georgia; 27 de abril de 1973 - Grand Junction, Colorado; 28 de junio de 2007) fue una mujer estadounidense que fue asesinada en Grand Junction (Colorado) en junio de 2007, a los 34 años de edad. Inicialmente fue dada como desaparecida por su hija de 8 años. El 1 de julio siguiente, el vehículo de Birgfeld, un Ford Focus rojo, fue hallado carbonizado en un aparcamiento, sin rastro alguno de Birgfeld. La investigación sobre su desaparición dio un giro inesperado cuando se descubrió que Birgfeld llevaba una doble vida como escort (acompañanante sexual) en un negocio secreto llamado Models Inc., bajo el alias de «Carrie».
Sus restos fueron descubiertos cinco años después, el 6 de marzo de 2012, en la zona de la Ruta 50 de Wells Gulch, en el condado de Delta, aproximadamente a 48 km al sureste de Grand Junction. Entre los restos se encontró cinta adhesiva, lo que llevó a las autoridades a concluir que Birgfeld había sido secuestrada y asesinada. Lester Ralph Jones fue el principal sospechoso de su desaparición. Jones era un antiguo cliente de Birgfeld con antecedentes de violencia doméstica. En noviembre de 2014, Jones, de 63 años, fue acusado de secuestro, asesinato en primer grado, asesinato con agravantes y asesinato en segundo grado por la muerte de Paige Birgfeld. El 27 de diciembre de 2016, Jones fue declarado culpable de todos los cargos y condenado a cadena perpetua sin posibilidad de libertad condicional. Jones cumple actualmente su condena en el centro penitenciario de Fremont.
La desaparición y el asesinato de Birgfeld atrajeron la atención nacional y fueron objeto de una amplia cobertura mediática.

## Víctima
Paige Meredith Birgfeld nació el 27 de abril de 1973 en Atlanta (Georgia). En algún momento, se mudó con sus padres a Denver (Colorado), donde asistió a la escuela secundaria. En 1995, Birgfeld se casó con su novio del instituto, Howard «Ron» Beigler. Birgfeld estudió enfermería durante un tiempo en la Universidad de Florida. Se divorciaron en 1997 porque Beigler no quería tener hijos y Birgfeld sí. Sus padres, Suzanne y Frank Birgfeld, la describieron como «una madre cariñosa, dedicada y excelente».
En 1997, Birgfeld conoció a Rob Dixon, un rico hombre de negocios con el que se casó un año después. La pareja se mudó a una gran casa en Hill Avenue, en Grand Junction (Colorado). Birgfeld y Dixon tuvieron tres hijos: Jess, Taft y Kohl. La relación entre ambos era complicada y volátil, hasta el punto de que Birgfeld llamó al 911 tras una disputa en 2004. Birgfeld afirmó que su marido la había amenazado con que «al volver a casa encontraría a [sus hijos] asesinados». Un año más tarde, Birgfeld acusó a Dixon de agredirla, lo que le valió una acusación por agresión en tercer grado. En 2006, se divorciaron y Dixon se mudó a Filadelfia (Pensilvania). Birgfeld se quedó con la casa y la custodia de sus tres hijos.
Birgfeld tuvo diferentes trabajos después de su segundo divorcio, entre ellos su negocio de danza preescolar y la venta de utensilios de cocina de alta gama para una empresa llamada Pampered Chef. En el momento de su desaparición, Birgfeld había comenzado a reanudar su relación sentimental con su primer exmarido, Howard Beigler.

## Desaparición

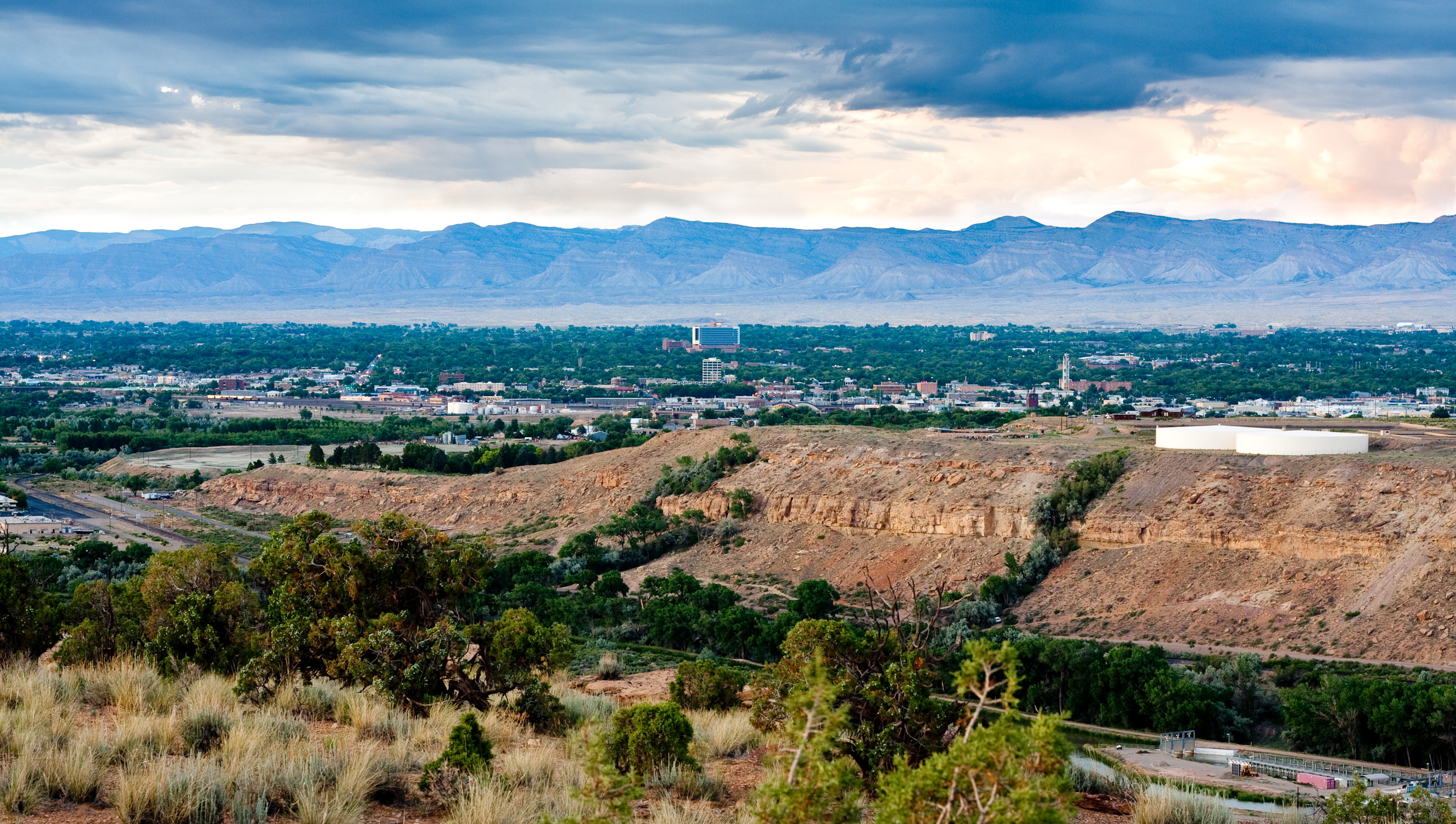
Grand Junction, ciudad donde residía Birgfeld en el momento de su desaparición.

El 28 de junio de 2007, Birgfeld salió de su casa alrededor de la una de la tarde para reunirse con Beigler para pasar un día de picnic. Estuvieron juntos hasta las siete de la tarde, luego se separaron y se mantuvieron en contacto por teléfono. Beigler fue una de las últimas personas que habló y vio a Birgfeld con vida. Birgfeld nunca regresó a casa.
Más tarde, la hija de 8 años de Birgfeld, Jess, acudió a la oficina del sheriff del condado de Mesa para denunciar la desaparición de su madre, ya que esta no había regresado a casa. Tras la desaparición de Birgfeld, su hermano, Craig, se mudó con su familia desde Seattle (Washington) a la casa de Birgfeld para ayudar a cuidar de sus tres hijos. El sheriff del condado de Mesa, Stan Hilkey, estaba convencido de que Birgfeld no se había marchado por voluntad propia.
El 1 de julio, alrededor de las 10 de la noche, una llamada al 911 informó de lo que más tarde se identificó como el Ford Focus rojo de Birgfeld en llamas en un aparcamiento vacío a unos 3 km de su casa. En el coche de Birgfeld y en la autopista 50, la policía encontró objetos personales, cheques y tarjetas de visita de una empresa llamada Models Inc. La policía revisó el ordenador y el teléfono móvil de Birgfeld y descubrió que Models Inc. era una empresa de acompañantes que Birgfeld gestionaba. También había sitios web con fotos de Birgfeld, donde se la conocía como una escort de lujo llamada Carrie. Según los padres de Birgfeld, probablemente lo hacía para mantener económicamente a sus hijos y proporcionarles un buen nivel de vida. Biegler, el primer marido de Birgfeld, declaró que ella había trabajado anteriormente como bailarina exótica autónoma.

## Búsqueda e investigación
La Oficina del Sheriff del condado de Mesa y la comunidad de Grand Junction lanzaron una búsqueda «masiva» para encontrar a Birgfeld. Se enviaron equipos de búsqueda para rastrear la zona y se colocaron carteles de persona desaparecida con la foto de Birgfeld. Muchos voluntarios participaron en la búsqueda de Birgfeld, en vehículos, a caballo y con equipo de buceo.
La Oficina del Sheriff del condado de Mesa tenía varios sospechosos, entre ellos los exmaridos de Birgfeld, especialmente Dixon, pero ambos tenían coartadas. Al inicio de la investigación, las autoridades se centraron en Beigler, ya que había estado con Birgfeld el día de su desaparición y se habían reunido para hacer un picnic. La oficina del sheriff también tenía los nombres de los clientes de Models Inc., entre los que había más de 60 sospechosos. En octubre de 2007, el equipo de Rubinstein pudo encontrar al principal sospechoso de la lista, ya que este utilizaba un teléfono rastreable.
El sospechoso era Lester Ralph Jones, entonces de 56 años, un mecánico de autocaravanas que estaba casado en ese momento. Jones negó inicialmente conocer a Birgfeld, hasta que los agentes le mostraron sus registros de llamadas, en los que había contactado con Birgfeld y su agencia de acompañantes antes de la desaparición de Birgfeld. Jones tiene antecedentes penales, incluida una condena de cinco años de prisión por agresión en primer grado e intento de secuestro en segundo grado de su exmujer. El fiscal adjunto jefe Dan Rubenstein afirmó que tanto él como la policía estaban seguros de que Jones era el responsable de la desaparición de Birgfeld, pero que era difícil detenerlo sin el cadáver de la víctima.

## Hallazgo del cadáver
El 6 de marzo de 2012, a las 12:30 del mediodía, unos excursionistas encontraron restos óseos en la zona de la Ruta 50 de Wells Gulch, en el condado de Delta, aproximadamente a 48 km al sureste de Grand Junction. La policía pudo identificar los restos como los de Paige Birgfeld gracias a los registros dentales. Rubenstein dijo: «Encontramos algunas pruebas muy importantes, concretamente cinta adhesiva alrededor de su cráneo y mandíbula, lo que indica que fue secuestrada». Los fiscales y la policía concluyeron que Birgfeld había sido secuestrada y asesinada. Sin embargo, debido al estado de su cuerpo, no pudieron determinar la causa de la muerte.

## Acción penal
En noviembre de 2014, Jones fue acusado de secuestro, asesinato en primer y segundo grado, así como de asesinato con agravantes por la muerte de Paige Birgfeld.
El 25 de julio de 2016 comenzó el primer juicio. Los fiscales argumentaron que Jones secuestró y asesinó a Birgfeld, condujo su coche por la autopista 50, arrojó su cuerpo a un barranco y luego regresó a Grand Junction, donde incendió su coche. Aunque Jones fue inicialmente acusado de incendio premeditado, el cargo fue posteriormente desestimado debido a la expiración del plazo de prescripción. En septiembre de 2016, el primer juicio contra Jones fue declarado nulo porque el jurado no pudo llegar a un veredicto.
En el segundo juicio, celebrado el 27 de diciembre de 2016, el jurado declaró a Jones culpable de todos los cargos y lo condenó a cadena perpetua sin posibilidad de libertad condicional. Cumplía condena en el centro penitenciario Fremont Correctional Facility, en Cañon City (Colorado).